# Collabtive
Collabtive ist eine freie, webbasierte Projektmanagement-Software.
Im Gegensatz zu proprietären Kollaborationstools wird Collabtive als Open-Source-Software entwickelt und kann auf eigenen Servern betrieben werden. Alternativ gibt es Hostingangebote, bei denen die Projektverwaltungssoftware als SaaS genutzt wird.
Das Softwareprojekt Collabtive besteht seit November 2007.

## Eigenschaften
Collabtive ist komplett in objektorientiertem PHP 5 geschrieben. Es nutzt die Template-Engine Smarty, was eine einfache Anpassung der Oberfläche an individuelle Bedürfnisse ermöglicht. Collabtive nutzt eine intuitive Oberfläche, die mit Ajax-Elementen angereichert ist.
Die Software unterstützt verteilte Teams beim Arbeiten mit Projekten, Meilensteinen und Aufgaben. Außerdem können Dateien verwaltet und Gespräche per internem Nachrichtensystem oder Instant Messaging geführt werden. Die Software bietet Optionen zur Zeiterfassung. Des Weiteren ist es jedem Benutzer möglich, die Oberfläche in einer der verfügbaren Übersetzungen anzeigen zu lassen. Collabtive unterstützt mehr als 35 Sprachen.

## Funktionen
Hauptfunktionen:
- Aufgabenlisten
- Meilensteine
- Gantt-Diagramm (über kostenpflichtiges Plugin)
- Nachrichtensystem
- Dateiverwaltung mit starker Verschlüsselung
- Projektvorlagen (über kostenpflichtiges Plugin)
- Benutzergruppen (wie: Benutzer, Kunde, Administrator)
- Rollenbasierte Rechteverwaltung
- Zeiterfassung
- Suche
- Datenexport (ZIP, XML, RSS, iCal, PDF)
- Mehrsprachigkeit

## Mindestanforderungen
Serverseitig:
- PHP 5.4
- MySQL 4.1/5.x oder SQLite

Benutzerseitig:
- aktiviertes JS/DOM
- aktivierte Cookies

Browser:
- Mozilla Firefox
- Google Chrome
- Internet Explorer
- Safari
- Opera